# Sùng bái lãnh tụ ở Bắc Triều Tiên

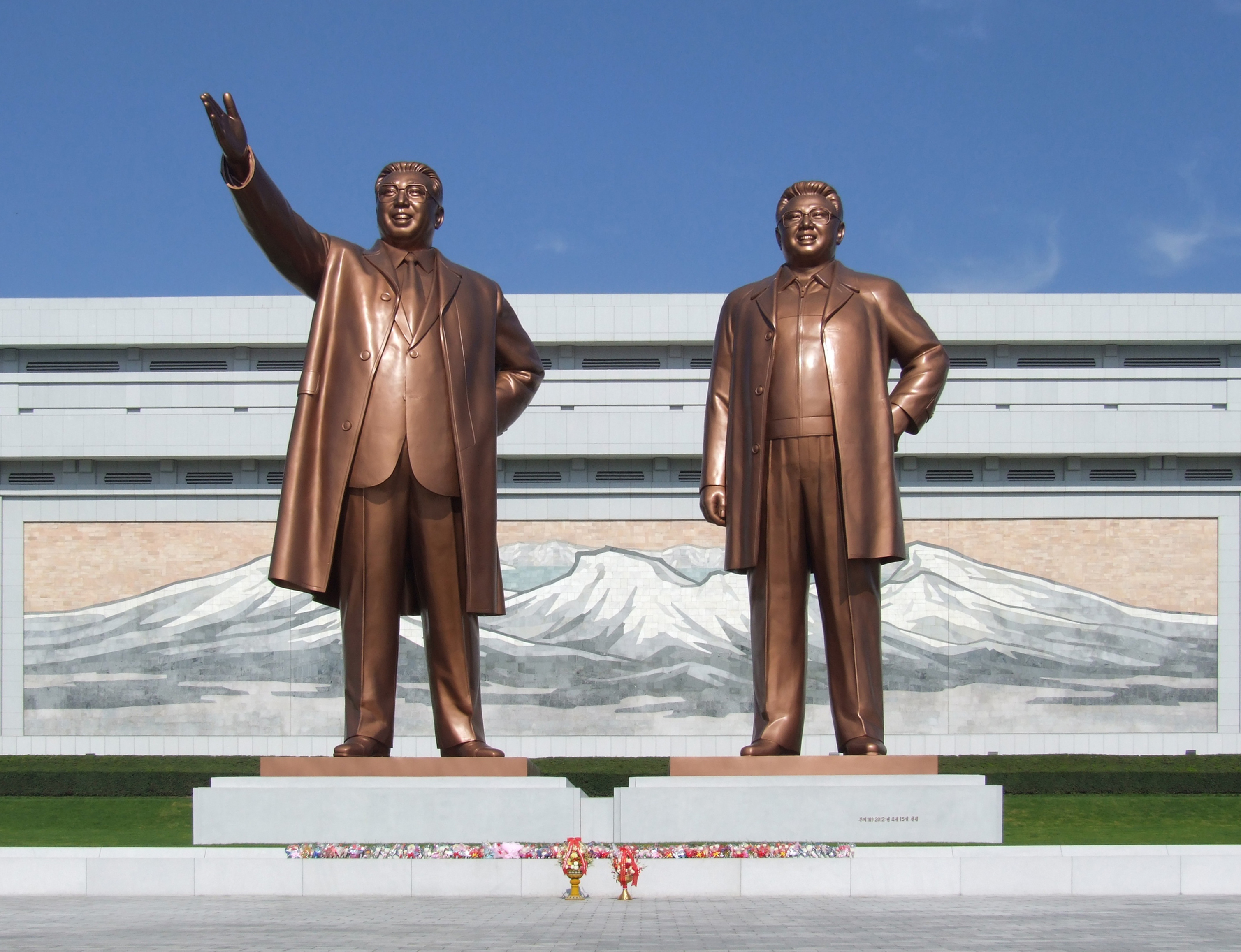
Tượng Kim Il-sung (trái) và Kim Jong-il tại Bình Nhưỡng.

Sùng bái lãnh tụ ở Cộng hòa Dân chủ Nhân dân Triều Tiên đối với gia đình họ Kim đang thống trị, đã diễn ra hàng chục năm, có thể tìm thấy nhiều thí dụ trong văn hóa Bắc Triều Tiên. Mặc dù nó không được chính quyền CHDCND Triều Tiên chính thức công nhận, thường có những trừng phạt nặng nề xảy ra đối với những ai dám chỉ trích hay không bày tỏ sự kính nể "đúng mực" đối với chính quyền. Sự sùng bái lãnh tụ đã bắt đầu ngay sau khi Kim Il-sung (Kim Nhật Thành) nắm lấy quyền lực năm 1948, và đã phát triển mạnh sau cái chết của ông vào năm 1994. Trong khi tại các nước khác cũng có sùng bái cá nhân tới một mức độ nào đó (như sự sùng bái lãnh tụ Stalin ở Liên Xô), sự sùng bái lãnh tụ ở Triều Tiên đã vượt qua sự sùng bái lãnh tụ Stalin hay Mao Trạch Đông rất nhiều về mức độ lan rộng và quá khích. Sự sùng bái này được chú ý nhờ mức độ cao của các cảm xúc và sự hy sinh của người dân Triều Tiên hướng về lãnh tụ của họ.:25

## Bối cảnh
Sùng bái cá nhân đối với gia đình Kim đòi hỏi sự trung thành tuyệt đối và nô dịch hóa đối với họ biến nước này thành một nước độc tài cá nhân qua các thế hệ tiếp nối. Hiến pháp 1972 của Triều Tiên đã thêm vào ý tưởng của Kim Il-sung là nguyên tắc chỉ đạo duy nhất cho đất nước và các hoạt động của ông ta là tài sản thừa kế duy nhất của nhân dân. Theo tờ New Focus International, sùng bái cá nhân, đặc biệt đối với Kim Il-sung, là việc chủ yếu để hợp pháp hóa việc thừa kế theo kiểu cha truyền con nối quyền lực lãnh đạo. Yong-soo Park cho biết trong tờ báo Australian Journal of International Affairs "Uy tín của lãnh tụ tối cao được cho là ưu tiên nhất trên tất cả mọi thứ khác ở Triều Tiên".
Kim Il-sung phát triển ý thức hệ chính trị Juche (Tư tưởng Chủ thể), và cải thiện nó thêm giữa thập niên 1950 và 1970. Tư tưởng Chủ thể trở nên sự chỉ đạo chính của mọi hình thức tư tưởng, giáo dục, văn hóa và đời sống khắp đất nước cho tới khi Kim Jong-il giới thiệu chính sách Tiên quân (quân đội trước nhất), mà bổ sung cho triết lý Juche và có ảnh hưởng rất lớn đến các chính sách kinh tế quốc gia.
Tại cuộc họp Đảng Lao động thứ tư của Triều Tiên tổ chức vào tháng 4 năm 2012, Kim Jong-un định nghĩa thêm Juche là tư tưởng toàn diện của Kim Il-sung, được phát triển và khai triển sâu rộng bởi Kim Jong-il, bởi vậy nên gọi nó là chủ nghĩa "Kim Il-sung-Kim Jong-il" và nó là "tư tưởng chỉ đạo duy nhất của đảng" và quốc gia.
Nhà cầm quyền Triều Tiên đã thu nhập những triết lý của đạo Ki Tô và đạo Phật, và sửa lại cho thích hợp với mục đích riêng của mình, trong khi phần lớn giới hạn tất cả các tôn giáo nói chung vì cho đó là những đe dọa cho chế độ. Một thí dụ cho chuyện này là việc mô tả Kim Il-sung như là một ông thần, và Kim Jong-il là con của một vị thần hay "mặt trời của đất nước", gợi nên cái ấn tượng cha-con trong Thiên chúa giáo. Theo chuyên gia Victor Cha, trong thời kỳ cai trị ban đầu của Kim Il-sung, nhà nước đã phá hủy trên 2.000 ngôi chùa phật giáo và nhà thờ Ki Tô mà có thể làm giảm đi sự trung thành đối với Kim.:73 Có cả một niềm tin phổ biến rộng rãi là Kim Il-sung đã "tạo ra thế giới" và Kim Jong-il có thể kiểm soát thời tiết. 
Xã hội Triều Tiên, mà theo truyền thống là một xã hội nho giáo, đặt nặng cấp bậc cha con, vua tôi và sự trung thành. Gia đình họ Kim đã giữ những truyền thống cổ truyền này nhưng bỏ đi những phần tâm linh của nó, thay thế bằng sự trung thành với nhà nước và gia đình đang cai trị để mà kiểm soát dân chúng. Mặc dù đàn áp những tôn giáo cổ truyền, tuy nhiên, một số người đã mô tả Tư tưởng Chủ thể, về mặt xã hội học, như là tôn giáo cho tất cả mọi người dân Triều Tiên.
Theo một bài tường thuật của tờ báo New Focus International, 2 ấn bản tin tức chính của CHDCND Triều Tiên (Rodong Sinmun và Thông tấn xã Trung ương Triều Tiên) công bố khoảng 300 bài viết mỗi tháng liên quan đến việc "sùng bái Kim". Bản tường trình còn đi xa nữa và cho là với cái chết của Kim Jong-il, một công dân Triều Tiên trung bình sẽ trở nên càng mệt mỏi với số lượng tuyên truyền lớn về gia đình Kim.
Chính quyền CHDCND Triều Tiên cho là không có việc sùng bái cá nhân, thực ra đó là sự tôn kính anh hùng chân thật.

## Sùng bái Kim Il-sung

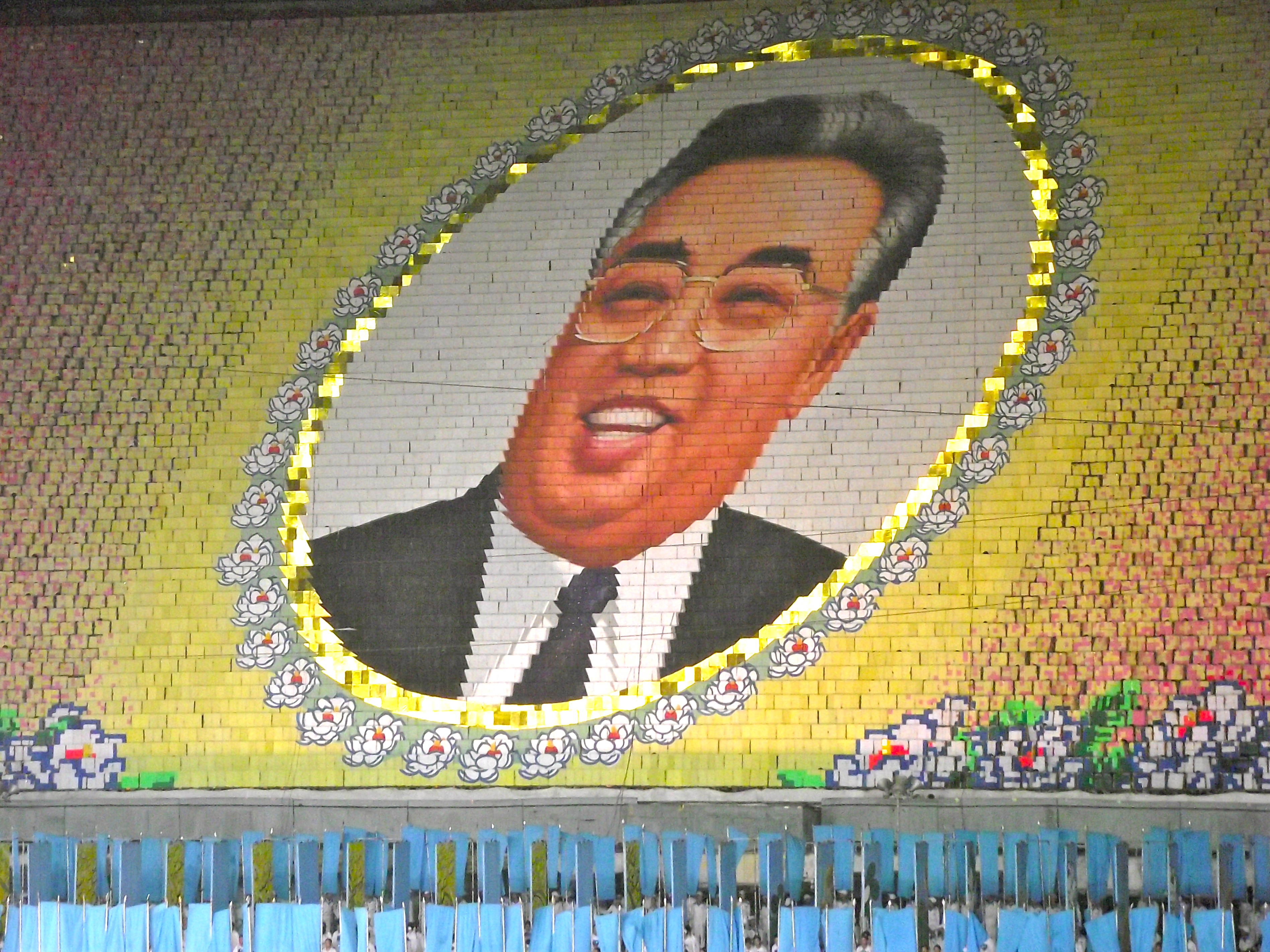
Hình chiếu trong đại hội Arirang.

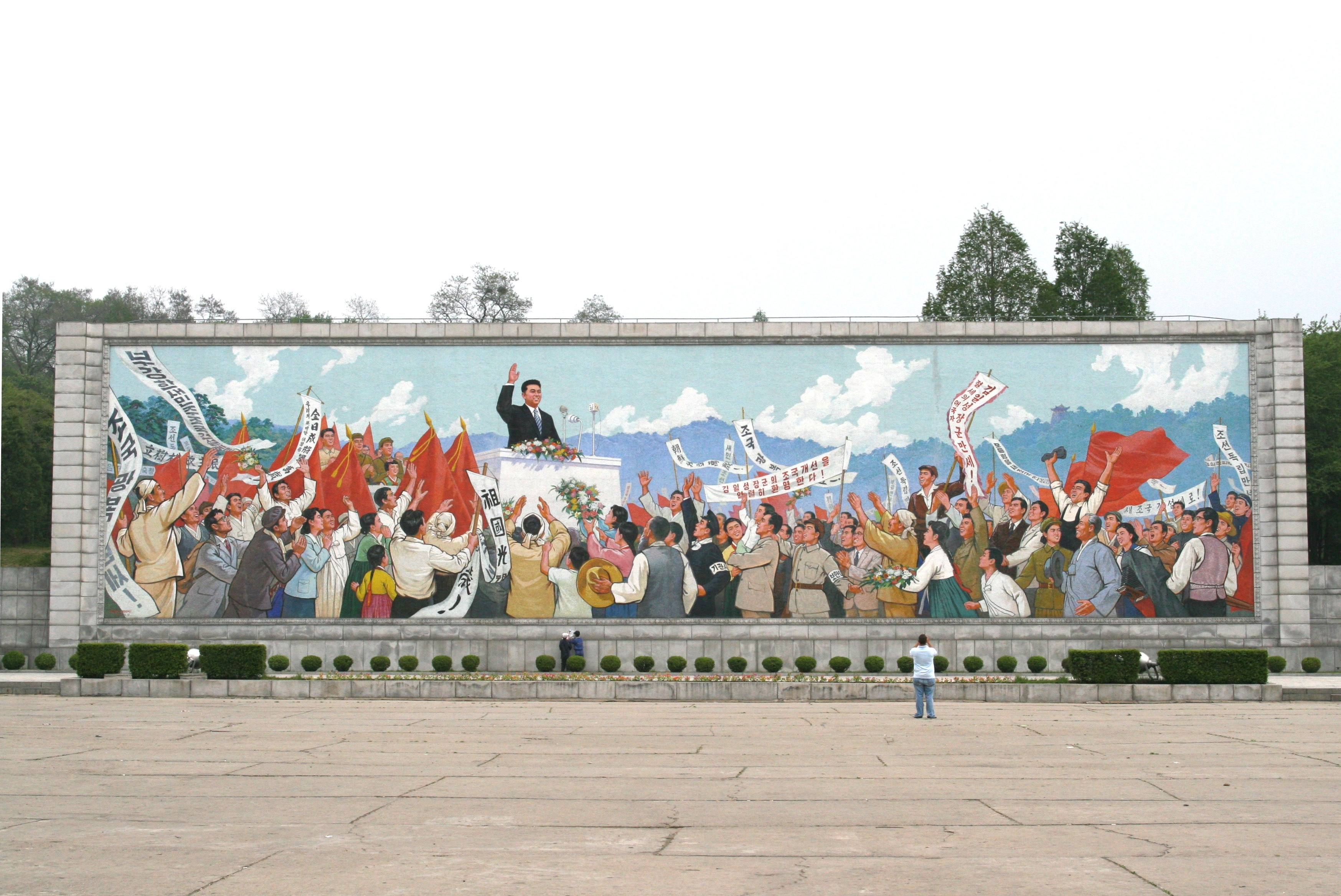
Tranh tường của Kim Il-sung diễn thuyết ở Pyongyang.

Sùng bái cá nhân đối với Kim Il-sung được phổ biến rộng rãi. Trong khi có thiện cảm thật sự cho Kim, nó đã bị lợi dụng cho những mục đích chính trị.
Sự sùng bái này đã bắt đầu ngay từ năm 1949, với sự xuất hiện những bức tượng đầu tiên của Kim. Sự tôn kính Kim đã lên tới đỉnh cao sau cuộc thanh lọc tập thể 1953. Năm 1967, Kim Jong-il được chỉ định làm việc cho cơ quan tuyên truyền nhà nước và thông tin, nơi ông bắt đầu tập trung sức lực để phát triển sự tôn kính bố mình.:39 Cũng vào khoảng thời gian này Kim Il-sung thường được gọi là Suryong (lãnh tụ vĩ đại).:40 Tuy nhiên, chính Kim Il-sung đã bắt đầu gọi mình là nhà "lãnh tụ vĩ đại" ngay từ năm 1949.
Hwang Jang-yop, cán bộ cao cấp nhất mà đào tẩu sang nước ngoài, cho biết nước này hoàn toàn được cai trị chỉ bởi ý thức hệ của lãnh tụ vĩ đại. Ông ta nói thêm trong thời kỳ phi Stalin hóa ở Liên Xô, khi việc sùng bái cá nhân Stalin bị chỉ trích vào năm 1956, một số sinh viên Triều Tiên đang học ở Liên Xô cũng bắt đầu chỉ trích sự sùng bái cá nhân Kim Il-sung mà càng ngày càng gia tăng và khi họ trở về nước đã bị điều tra chăt chẽ hàng tháng và những người dù bị nghi ngờ chút ít cũng đã bị ngầm giết.
Khi Kim Il-sung qua đời vào năm 1994, Kim Jong-il tuyên bố một thời gian quốc tang là ba năm. Những người bị bắt gặp vi phạm các quy tắc để tang (chẳng hạn như uống rượu) đã bị trừng phạt. Sau khi qua đời, ông được gọi là "Chủ tịch vĩnh cửu". Năm 1998, hiến pháp quốc gia đã được thay đổi để phản ảnh điều này. Khi bố ông qua đời, Kim Jong-il đã mở rộng rất nhiều sự sùng bái cá nhân của quốc gia.
Năm 1997, hệ thống lịch Juche, bắt đầu từ ngày sinh của Kim Il-sung (15 tháng 4 năm 1912) là năm 1, được giới thiệu và thay thế lịch Gregory. Do đó, năm 2022 sẽ tương ứng với năm Juche thứ 111 (không có năm 0).

## Sùng bái Kim Jong-un
Kim Jong-un, cháu trai của người sáng lập Triều Tiên, phần lớn vắng mặt từ các hoạt động công cộng và của chính phủ cho đến giữa thập niên 2000. Năm 2010, ông bắt đầu được gọi là "Tướng trẻ" và vào cuối năm 2011 là "Tướng tôn kính". Giống như bố mình, ông ta không tham dự bất kỳ huấn luyện hay nghĩa vụ quân sự chính thức nào. Khi bố ông chết, các phương tiện truyền thông nhà nước đã bắt đầu gọi ông là "người thừa kế vĩ đại". Mặc dù ông chỉ là một người cai trị mới, sự phát triển việc sùng bái cá nhân của riêng ông cũng được tiến hành, với số lượng lớn các áp phích, bảng hiệu, và các loại tuyên truyền khác được đặt khắp nơi trên đất nước. Một số nhà bình luận đã cho rằng sự giống nhau nổi bật của ông với hình dáng của Kim Il-sung đã giúp củng cố địa vị của ông là người cai trị không bị tranh cãi trong tâm trí của người dân.
Kim Jong-un đánh dấu thế hệ thứ ba của Triều đại gia đình Kim lãnh đạo CHDCND Triều Tiên. Theo tờ Daily NK, những người chỉ trích việc thừa kế đã được gửi đến các trại cải tạo hoặc bị trừng phạt và, sau thời gian để tang Kim Jong-il, cơ quan chính phủ đã bắt đầu tăng cường nỗ lực vào việc xây dựng việc tôn sùng Kim Jong-un.
Sau cái chết của Kim Jong-il, Chủ tịch Đoàn Chủ tịch đã thông báo rằng "đồng chí Kim Jong-un đáng kính là đảng ta, lãnh đạo tối cao của quân đội và đất nước là người thừa kế ý thức hệ, sự nghiệp lãnh đạo, nhân cách, đạo đức, sự bền bỉ và can đảm của đồng chí vĩ đại Kim Jong-il.
Ngay sau khi nhà lãnh đạo mới lên nắm quyền, một bảng hiệu tuyên truyền dài 560 m (1.840 ft) được dựng lên để vinh danh ông gần một hồ ở tỉnh Ryanggang. Bảng hiệu này, được cho là có thể nhìn thấy từ không gian, viết "Tướng Kim Jong-un vĩ đại, mặt trời tỏa sáng!" 
Trong năm 2013, Đảng Lao động Triều Tiên sửa đổi "Mười nguyên tắc để thiết lập một hệ thống tư tưởng vững chắc", mà trong thực tế phục vụ như là cơ sở pháp lý chính và khuôn khổ của đất nước, để đòi hỏi "sự phục tòng tuyệt đối" đối với Kim Jong-un.
Chú của Kim Jong-un, Jang Sung-taek, bị xử tử ngày 12 Tháng 12 năm 2013. Ông bị quy tội là đã phá hoại sự sùng bái gia đình Kim. Cái chết của ông cũng đã được coi là một động thái của Kim Jong-un để củng cố sự tôn sùng cá nhân mình.
Trong năm 2015, vào cuối thời kỳ ba năm để tang chính thức cho cái chết của Kim Jong-il, Kim Jong-un đã ra lệnh xây dựng những tượng đài mới ở mỗi quận của Triều Tiên, và những đổi mới sâu rộng tại cung điện tưởng niệm Kumsusan. Theo tờ The Daily Telegraph, các nhà phân tích "nói rằng để dựng thêm các bức tượng cho gia đình Kim sẽ là một gánh nặng tài chính cho một nền kinh tế đang phải vật lộn do những năm dài thường xuyên quản lý kém và sự trừng phạt quốc tế".
Ngày 16 tháng 4 năm 2024, "Người cha thân thiện" đã được công bố nhằm ca tụng nhà lãnh đạo Triều Tiên Kim Jong-un do Kim Ryu-kyong và được thể hiện công khai lần đầu tiên tại buổi lễ kỷ niệm hoàn thành 10.000 căn hộ được phát sóng trên các phương tiện truyền thông nhà nước để quảng bá cho Đảng Lao động Triều Tiên. Video âm nhạc "Người cha thân thiện" được phát hành vào ngày hôm sau và phát trên Đài Truyền hình Trung ương Triều Tiên do nhà nước quản lý.

## Sách tham khảo
- Armstrong, Charles (2013), The North Korean Revolution, 1945–1950, Cornell University Press, ISBN 9780801468797
- Burdick, Eddie (2010), Three Days in the Hermit Kingdom: An American Visits North Korea, McFarland, ISBN 978-0-7864-4898-2
- Alton, David; Chidley, Rob (2013). Building Bridges: Is There Hope for North Korea?. Lion Books. ISBN 9780745955988.{{Chú thích sách}}:  Quản lý CS1: nhiều tên: danh sách tác giả (liên kết)
- Demick, Barbara (2010), Nothing to Envy: Ordinary Lives in North Korea, Random House LLC, ISBN 978-0-385-52391-2
- Hassig, Ralph (2009), The Hidden People of North Korea: Everyday Life in the Hermit Kingdom, Rowman & Littlefield, ISBN 978-0-7425-6718-4
- Kim, Samuel S (2001), The North Korean System in the Post-Cold War Era, Palgrave Macmillan, ISBN 978-0-312-23974-9
- Martin, Bradley (2006), Under the Loving Care of the Fatherly Leader: North Korea and the Kim Dynasty, St. Martin's Griffin, ISBN 0-312-32322-0
- Suh, Dae-Sook (1988), Kim Il-Sung: The North Korean Leader, Columbia University Press, ISBN 9780231065733